# Liste des députés européens d'Allemagne de la 2e législature
Lors des élections européennes de 1984, 81 députés européens sont élus en Allemagne. Leur mandat débute le 24 juillet 1984 et se termine le 24 juillet 1989.
| Nom                                                                                     | Parti     | Groupe |
| --------------------------------------------------------------------------------------- | --------- | ------ |
| Jochen van Aerssen                                                                      | CDU       | PPE    |
| Siegbert Alber                                                                          | CDU       | PPE    |
| Otto Bardong                                                                            | CDU       | PPE    |
| Philipp von Bismarck                                                                    | CDU       | PPE    |
| Erik Bernhard Blumenfeld                                                                | CDU       | PPE    |
| Ursula Braun-Moser                                                                      | CDU       | PPE    |
| Elmar Brok                                                                              | CDU       | PPE    |
| Manfred Artur Ebel                                                                      | CDU       | PPE    |
| Otmar Franz                                                                             | CDU       | PPE    |
| Isidor W. Früh                                                                          | CDU       | PPE    |
| Diemut Theato (Remplace Wilhelm Hahn le 5 octobre 1987.)                                | CDU       | PPE    |
| Karl-Heinz Hoffmann (en)                                                                | CDU       | PPE    |
| Egon Klepsch                                                                            | CDU       | PPE    |
| Horst Langes                                                                            | CDU       | PPE    |
| Gerd Ludwig Lemmer                                                                      | CDU       | PPE    |
| Marlene Lenz                                                                            | CDU       | PPE    |
| Rudolf Luster                                                                           | CDU       | PPE    |
| Kurt Malangré                                                                           | CDU       | PPE    |
| Meinolf Mertens                                                                         | CDU       | PPE    |
| Werner Münch                                                                            | CDU       | PPE    |
| Gabriele Peus                                                                           | CDU       | PPE    |
| Wolfgang Hackel (Remplace Gero Pfennig le 2 décembre 1985.)                             | CDU       | PPE    |
| Hans Poetschki                                                                          | CDU       | PPE    |
| Hans-Gert Pöttering                                                                     | CDU       | PPE    |
| Renate-Charlotte Rabbethge                                                              | CDU       | PPE    |
| Günter Rinsche                                                                          | CDU       | PPE    |
| Bernhard Sälzer                                                                         | CDU       | PPE    |
| Konrad Schön                                                                            | CDU       | PPE    |
| Leopold Späth                                                                           | CDU       | PPE    |
| Kurt Wawrzik                                                                            | CDU       | PPE    |
| Rudolf Wedekind                                                                         | CDU       | PPE    |
| Karl von Wogau                                                                          | CDU       | PPE    |
| Hans-Jürgen Zahorka                                                                     | CDU       | PPE    |
| Axel Zarges                                                                             | CDU       | PPE    |
| Günther Müller (Remplace Heinrich Aigner le 1er avril 1988.)                            | CSU       | PPE    |
| Reinhold L. Bocklet                                                                     | CSU       | PPE    |
| Ingo Friedrich                                                                          | CSU       | PPE    |
| Otto de Habsbourg-Lorraine                                                              | CSU       | PPE    |
| Fritz Pirkl                                                                             | CSU       | PPE    |
| Ursula Schleicher                                                                       | CSU       | PPE    |
| Franz Ludwig Schenk Graf von Stauffenberg                                               | CSU       | PPE    |
| Rudi Arndt                                                                              | SPD       | SOC    |
| Rüdiger Hitzigrath (Remplace Jürgen Brinckmeier le 18 décembre 1984.)                   | SPD       | SOC    |
| Ludwig Fellermaier                                                                      | SPD       | SOC    |
| Katharina Focke                                                                         | SPD       | SOC    |
| Lore Neugebauer (Remplace Bruno Friedrich le 3 juillet 1987.)                           | SPD       | SOC    |
| Werner Amberg (Remplace Fritz Gautier le 13 février 1987.)                              | SPD       | SOC    |
| Klaus Hänsch                                                                            | SPD       | SOC    |
| Magdalene Hoff                                                                          | SPD       | SOC    |
| Hans-Joachim Beckmann (Remplace Jan Klinkenborg le 15 août 1988.)                       | SPD       | SOC    |
| Rolf Linkohr                                                                            | SPD       | SOC    |
| Karl-Heinrich Mihr                                                                      | SPD       | SOC    |
| Hans Johannes Wilhelm Peters                                                            | SPD       | SOC    |
| Dieter Rogalla                                                                          | SPD       | SOC    |
| Mechtild Rothe                                                                          | SPD       | SOC    |
| Willi Rothley                                                                           | SPD       | SOC    |
| Jannis Sakellariou                                                                      | SPD       | SOC    |
| Heinke Salisch                                                                          | SPD       | SOC    |
| Dieter Schinzel                                                                         | SPD       | SOC    |
| Gerhard Schmid                                                                          | SPD       | SOC    |
| Heinz Schreiber                                                                         | SPD       | SOC    |
| Horst Seefeld                                                                           | SPD       | SOC    |
| Hans-Joachim Seeler                                                                     | SPD       | SOC    |
| Lieselotte Seibel-Emmerling                                                             | SPD       | SOC    |
| Barbara Simons                                                                          | SPD       | SOC    |
| Günter Topmann                                                                          | SPD       | SOC    |
| Heinz Oskar Vetter                                                                      | SPD       | SOC    |
| Kurt Vittinghoff                                                                        | SPD       | SOC    |
| Thomas von der Vring                                                                    | SPD       | SOC    |
| Manfred Wagner                                                                          | SPD       | SOC    |
| Gerd Walter                                                                             | SPD       | SOC    |
| Beate Weber                                                                             | SPD       | SOC    |
| Klaus Wettig                                                                            | SPD       | SOC    |
| Barbara Schmidbauer (Remplace Heidemarie Wieczorek-Zeul le 3 mars 1987.)                | SPD       | SOC    |
| Undine-Uta Bloch von Blottnitz                                                          | Les Verts | ARC    |
| Jakob von Uexküll (Remplace Friedrich-Wilhelm Graefe zu Baringdorf le 5 novembre 1987.) | Les Verts | ARC    |
| Benedikt Härlin                                                                         | Les Verts | ARC    |
| Egbert Nitsch (Remplace Brigitte Heinrich le 11 janvier 1988.)                          | Les Verts | ARC    |
| Michael Klöckner                                                                        | Les Verts | ARC    |
| Wolfgang von Nostitz (Remplace Dorothee Piermont le 28 février 1987.)                   | Les Verts | ARC    |
| Wilfried Telkämper (Remplace Frank Schwalba-Hoth le 19 février 1987.)                   | Les Verts | ARC    |

## Source
- Les députés de la deuxième législature, site du Parlement européen.